# Louis François Menoux
 (février 2024).
Pour les articles homonymes, voir Menoux (homonymie).
Louis François Marie Menoux (28 octobre 1769-31 juillet 1855) est un avocat, conseiller de préfecture puis conseiller à la Cour royale et impériale (1834-1852) qui s'est illustré en lieutenant de l'armée lyonnaise lors du siège de Lyon en 1793.

## Biographie
Louis François Menoux naît le 28 octobre 1769 à Lyon, là où son père d'origine suisse est venu s'établir. Ses études de droit sont interrompues par la Révolution en 1789 et quand Lyon se rebelle en 1793, Louis François Menoux, engagé dans l'armée lyonnaise avec le grade de lieutenant, est incarcéré. Il ne doit son salut qu'à sa qualité de fils de citoyen helvétique, chance que n'a pas son ami Baron, greffier des comtes de Lyon, qui finit guillotiné.
Cet ami a une fille que Menoux épouse en 1794 au sortir de la prison. Tous les enfants nés de leur union meurent en bas âge.
Ayant pu terminer ses études de droit et s'étant fait connaître des édiles lyonnais, il est choisi pour présider la délégation envoyée dans la capitale afin d'obtenir de la Convention la restitution à la ville de son appellation Lyon, en lieu et place de Commune-Affranchie qu'elle lui avait attribuée en 1793. La ville lui en sera reconnaissante en lui confiant les fonctions de conseiller municipal en 1837.
En 1800, il est reçu avoué près du tribunal d'appel nouvellement créé à Lyon. En 1812, le corps des avocats est reconstitué ce qui lui permet d'exercer sa profession pendant les vingt-trois ans qui vont suivre. Ses mérites seront reconnus par ses pairs en 1832, année de sa nomination en qualité de bâtonnier. 
En 1817, il est nommé conseiller de préfecture, mission qu'il exercera jusqu'en 1830, avant de devenir conseiller à la Cour royale en 1834, devenue Cour d'appel en 1848 à la proclamation de la Deuxième République et Cour impériale en 1852. Son âge avancé cette année-là met fin à ses fonctions.
Il meurt à Lyon le 31 juillet 1855 à l'âge de 86 ans.

## Distinctions
- Chevalier de la Légion d'honneur (1825)
- Membre en 1800 de l'Académie des sciences, belles-lettres et arts de Lyon, président en 1853[7]
- Membre de la Société littéraire, historique et archéologique de Lyon en 1807[7]
- Membre de la Société d'éducation de Lyon en 1845[5]

## Notices biographiques
- Edme-Camille Martin-d'Aussigny, Notice sur M. Menoux, Lyon, La Revue du Lyonnais série 2-n°11, 1855 lire en ligne
- Auguste Brun, Notice nécrologique sur M. L.-F.-M. Menoux, Lyon, 1858 lire en ligne